# Ad-Dinawari
Ābu Ḥanīfah Āḥmad ibn Dawūd Dīnawārī (815 - 896) var en kurdisk botaniker, historiker, geograf, astronom och matematiker. Han föddes i Dinawar nära Kermanshah i den västra delen av dagens Iran.

## Verk

### Matematik och naturvetenskap
1. Kitâb al-jabr wa'l-muqâbila ("Boken om Algebra")
2. Kitâb al-nabât ("Book of Väster")
3. Kitâb al-kusuf ("Boken om solen")
4. Kitâb al-radd alâ rasad al-Isfahâni ("Vederläggningen om al-Isfahani's Astronomi")
5. Kitâb al-hisâb ("Boken om aritmetik")
6. Bahth fi hisâb al-Hind ("Analyser av Indisk aritmetik")
7. Kitâb al-jam' wa'l-tafriq ("Boken om aritmetik")
8. Kitab al-qibla wa'l-ziwal ("Boken om vilsen orientation")
9. Kitâb al-anwâ' ("Boken om vädret")
10. Islâh al-mantiq ("Logisk förbättring")

### Samhällsvetenskap och humaniora
1. Akhbâr al-tiwâl ("Generell historia")
2. Kitâb al-kabir ("stora boken om historisk vetenskap)
3. Kitâb al-fisâha ("Boken om Retorik")
4. Kitâb al-buldân ("Boken om Geografi")
5. Kitâb al-shi'r wa'l-shu'arâ ("Boken om poesi och poeter")
6. Ansâb al-Akrâd ("Kurdernas förfäder").

## Översättning
Al-Dinawaris Generell historia har även publicerats i fransk översättning.